# 珠日很淖尔
珠日很淖尔是一个位于中国内蒙古自治区兴安盟的时令湖，面积约为4.45平方千米，属于蒙新高原区。它的一级流域为内流区诸河，二级流域为内蒙古内流区。